# Proconulus
Proconulus is een geslacht van uitgestorven weekdieren uit de klasse van de Gastropoda (slakken). Exemplaren van dit geslacht zijn slechts als fossiel bekend.

## Soort
- Proconulus guillieri (Cossmann, 1885) †